# Sonmunde Fluctus
Il Sonmunde Fluctus è una struttura geologica della superficie di Venere.